# Tricyphona (Tricyphona) kehama
Tricyphona (Tricyphona) kehama is een tweevleugelige uit de familie Pediciidae. De soort komt voor in het Oriëntaals gebied.